# Spilogona litorea
Spilogona litorea är en tvåvingeart som först beskrevs av Fallen 1823.  Spilogona litorea ingår i släktet Spilogona och familjen husflugor. Arten är reproducerande i Sverige. Inga underarter finns listade i Catalogue of Life.